# اگنس کالامار
اَگنِس کالامار (به فرانسوی: Agnès Callamard‎؛ زادهٔ ۱۹۵۰) یک کارشناس حقوق بشر اهل فرانسه ساکن ایالات متحده آمریکا و دبیرکل سازمان عفو بین‌الملل است وی پیش از این گزارشگر ویژه در مورد اعدام‌های فراقانونی، سریع یا خودسرانه در دفتر کمیساریای عالی حقوق بشر سازمان ملل متحد (OHCHR) از سال ۲۰۱۶ بود.اگنس کالامار همچنین از سال ۲۰۱۳ مدیر پروژه آزادی بیان جهانی در دانشگاه کلمبیا است.

## تحصیلات
کالامار مدرک کارشناسی خود را در ۱۹۸۵از انستیتوی سیاست‌های گرونوبل دریافت کرد. وی در ۱۹۸۸ از دانشگاه هاوارد فارغ‌التحصیل شد. او در ۱۹۹۵ دکترای علوم سیاسی خود را از دانشکده جدید تحقیقات اجتماعی در نیویورک دریافت کرد.

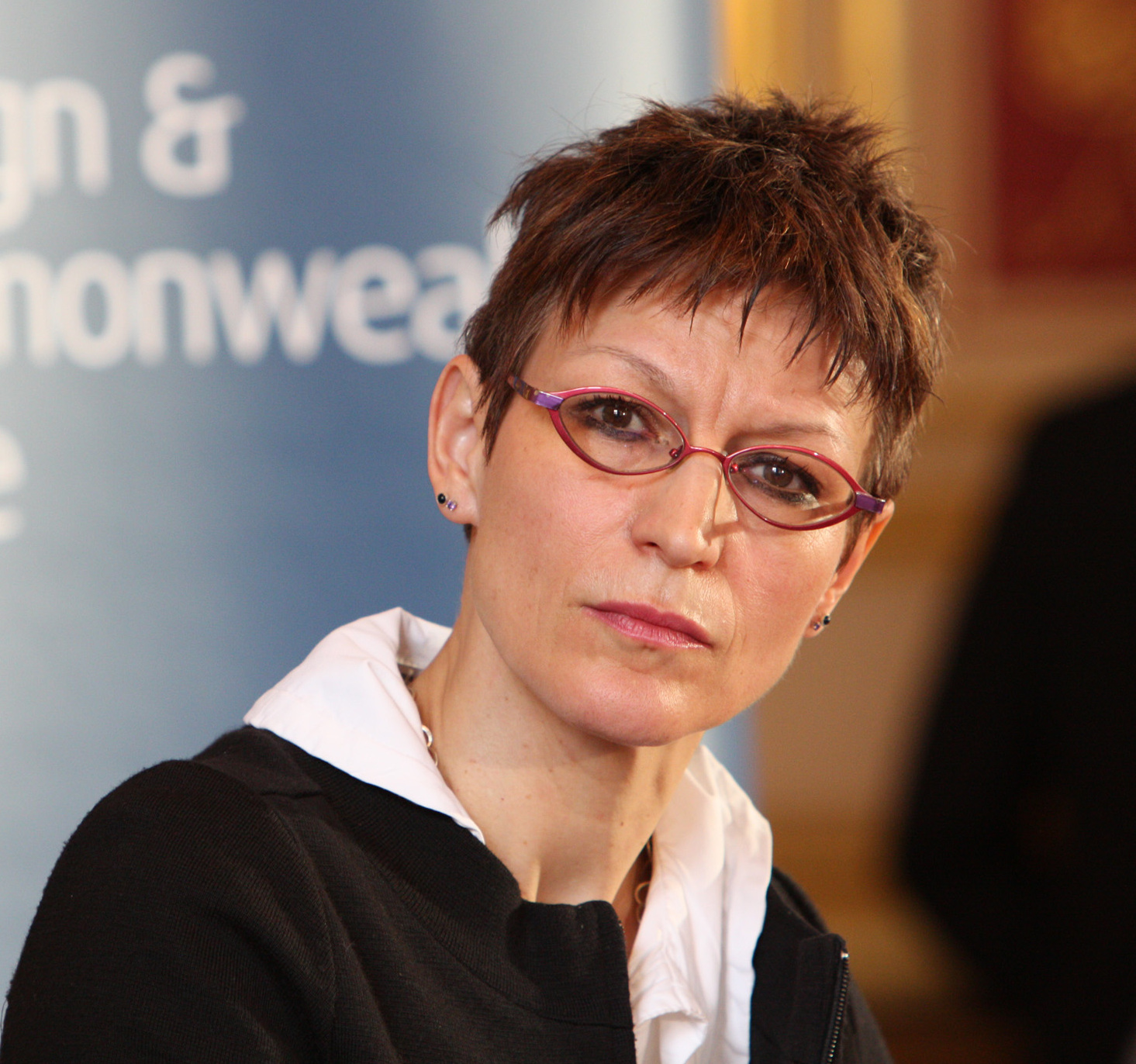
کالامار در ۲۰۱۱

## سابقه حرفه‌ای
کالامار در زمینه ابتکارات بین‌المللی حقوق بشر به عنوان متخصص با سازمان ملل متحد همکاری‌اش را آغاز نمود و تحقیقات خود را در زمینه حقوق بشر در تعدادی از کشورهای آفریقا، آسیا و خاورمیانه انجام داد. وی فعالیت‌هایش را در زمینه‌های حقوق بشر، حقوق زنان، جنبش‌های پناهندگان و پیگیری و پاسخگو کردن کشورها در این زمینه گسترش داد. کالامار در زمینه جنبش‌های بین‌المللی پناهندگان با مرکز مطالعات پناهندگان در تورنتو همکاری گسترده‌ای داشته‌است.
در ماه مه ۲۰۱۷، کالامار در کنفرانسی در فیلیپین شرکت کرد که باعث شد صفحه او در ویکی‌پدیا مورد تهاجم قرار گیرد، او اظهار داشت دیدار وی از فیلیپین رسمی نبوده‌است.

### سازمان عفو بین‌الملل
اَگنِس کالامار از ۱۹۹۸ تا ۲۰۰۱ به عنوان هماهنگ‌کننده سیاست‌های تحقیقاتی و رئیس کابینه دبیرکل سازمان عفو بین‌الملل خدمت کرد. او در سازمان عفو بین‌الملل حقوق بشر زنان را بر عهده داشت. کالامار تحقیقات حقوق بشر را در تعداد زیادی از کشورهای آفریقا، آسیا و خاورمیانه انجام داده‌است. کالامار در ۲۸ مارس ۲۰۲۱ به عنوان دبیرکل عفو بین‌الملل منصوب شد.

### دبیرکل شورای عالی هماهنگی امور بشردوستانه
در ۲۰۰۱، کالامار به تلاش‌های بشردوستانه خود ادامه داد تا اینکه در ۲۰۰۳ دبیرکلی شورای عالی هماهنگی امور بشردوستانه را برعهده گرفت، وی رهبری نظارت بر اقدامات میدانی در افغانستان، کامبوج و سیرالئون را دنبال کرد و با ایجاد اولین نهاد خودکفا بین‌المللی به تقویت آژانس‌های بشردوستانه پرداخت و اینکه بتوانند در برابر فاجعه متعهد و پاسخگو باشند- اَگنِس تا ۲۰۰۴ در این سمت خدمت کرد.

### سازمان ماده ۱۹
از ۲۰۰۴ تا ۲۰۱۳، کالامار به عنوان مدیر اجرایی سازمان ماده ۱۹ که یک سازمان حقوق بشری است خدمت کرد.

### دانشگاه کلمبیا
از نوامبر ۲۰۱۳، کالامار مدیر سازمان ابتکار جهانی آزادی بیان در دانشگاه کلمبیا شد.

## آثار و انتشارات
- کالامار، اگنس (۱۸ مارس ۲۰۰۹). «مؤمنان را حفظ کن نه از ایمان». روزنامه گاردین.
- کالامار، اگنس؛ بخش هلندی عفو بین‌الملل؛ کودسریا (۲۰۰۰). گزارشگران ویژه سازمان ملل در مورد شکنجه و سایر رفتارها یا مجازات‌های ظالمانه، غیرانسانی یا تحقیرآمیز، و شرایط زندان (PDF). داکار: شورای توسعه تحقیقات علوم اجتماعی در آفریقا. شابک 978-2-869-78088-0. OCLC ۴۷۸۶۳۴۵۹.
- کالامار، اگنس (۱۲ اوت ۲۰۱۵). «تصمیمات برای اینترنت؟ تصمیمات اخیر دادگاه در مورد حق حذف فهرست». بررسی قانون ملی
- کالامار، اگنس (۲۳ مارس ۲۰۱۷). "آیا دادگاه‌ها مقررات اینترنت را دوباره ابداع می‌کنند؟" بررسی حقوق بین‌الملل در زمینه کامپیوتر و فناوری. ۳۱(۳): ۳۲۳۳۳۹. doi:10.1080/13600869.2017.1304603. S2CID ۱۵۲۰۰۳۳۶۲. دسترسی بسته